# Seznam dílů seriálu Vůně zločinu
Toto je seznam dílů seriálu Vůně zločinu. Ukrajinský kriminální televízní seriál Vůně zločinu měl na Ukrajině premiéru 11. listopadu 2013 na stanici ICTV. V Česku měl seriál premiéru 26. června 2018 na Primě.

## Přehled řad
| Řada | Díly | Původní premiéra   | Původní premiéra   | Premiéra v ČR   | Premiéra v ČR  |
| Řada | Díly | První díl          | Poslední díl       | První díl       | Poslední díl   |
| ---- | ---- | ------------------ | ------------------ | --------------- | -------------- |
| 1    | 8    | 11. listopadu 2013 | 14. listopadu 2013 | 26. června 2018 | 14. srpna 2018 |
| 2    | 8    | 5. října 2015      | 8. října 2015      | bude oznámeno   | bude oznámeno  |
| 3    | 8    | 2. října 2017      | 5. října 2017      | bude oznámeno   | bude oznámeno  |
| 4    | 8    | 2019               | 2019               | bude oznámeno   | bude oznámeno  |

## Seznam dílů

### První řada (2013)
| Č. v seriálu | Č. v řadě | Původní název | Český název     | Režie             | Scénář                           | Původní premiéra   | Premiéra v ČR     |
| ------------ | --------- | ------------- | --------------- | ----------------- | -------------------------------- | ------------------ | ----------------- |
| 1            | 1         | Episode 1     | Vražedné peníze | Artyom Litvinenko | Artyom Litvinenko a Andrey Babik | 11. listopadu 2013 | 26. června 2018   |
| 2            | 2         | Episode 2     | Odstřelovač     | Artyom Litvinenko | Artyom Litvinenko a Andrey Babik | 11. listopadu 2013 | 3. července 2018  |
| 3            | 3         | Episode 3     | Podraz          | Artyom Litvinenko | Artyom Litvinenko a Andrey Babik | 12. listopadu 2013 | 10. července 2018 |
| 4            | 4         | Episode 4     | Padělek         | Artyom Litvinenko | Artyom Litvinenko a Andrey Babik | 12. listopadu 2013 | 17. července 2018 |
| 5            | 5         | Episode 5     | Krvavá pomsta   | Artyom Litvinenko | Artyom Litvinenko a Andrey Babik | 13. listopadu 2013 | 24. července 2018 |
| 6            | 6         | Episode 6     | Únos            | Artyom Litvinenko | Artyom Litvinenko a Andrey Babik | 13. listopadu 2013 | 31. července 2018 |
| 7            | 7         | Episode 7     | Válka zločinců  | Artyom Litvinenko | Artyom Litvinenko a Andrey Babik | 14. listopadu 2013 | 7. srpna 2018     |
| 8            | 8         | Episode 8     | Vražedná hra    | Artyom Litvinenko | Artyom Litvinenko a Andrey Babik | 14. listopadu 2013 | 14. srpna 2018    |

### Druhá řada (2015)
Dne 7. listopadu 2013 byl seriál prodloužen o druhou řadu, která měla premiéru 5. října 2015.
| Č. v seriálu | Č. v řadě | Původní název | Český název   | Režie             | Scénář                           | Původní premiéra | Premiéra v ČR |
| ------------ | --------- | ------------- | ------------- | ----------------- | -------------------------------- | ---------------- | ------------- |
| 9            | 1         | Episode 1     | bude oznámeno | Artyom Litvinenko | Artyom Litvinenko a Andrey Babik | 5. října 2015    | bude oznámeno |
| 10           | 2         | Episode 2     | bude oznámeno | Artyom Litvinenko | Artyom Litvinenko a Andrey Babik | 5. října 2015    | bude oznámeno |
| 11           | 3         | Episode 3     | bude oznámeno | Artyom Litvinenko | Artyom Litvinenko a Andrey Babik | 6. října 2015    | bude oznámeno |
| 12           | 4         | Episode 4     | bude oznámeno | Artyom Litvinenko | Artyom Litvinenko a Andrey Babik | 6. října 2015    | bude oznámeno |
| 13           | 5         | Episode 5     | bude oznámeno | Artyom Litvinenko | Artyom Litvinenko a Andrey Babik | 7. října 2015    | bude oznámeno |
| 14           | 6         | Episode 6     | bude oznámeno | Artyom Litvinenko | Artyom Litvinenko a Andrey Babik | 7. října 2015    | bude oznámeno |
| 15           | 7         | Episode 7     | bude oznámeno | Artyom Litvinenko | Artyom Litvinenko a Andrey Babik | 8. října 2015    | bude oznámeno |
| 16           | 8         | Episode 8     | bude oznámeno | Artyom Litvinenko | Artyom Litvinenko a Andrey Babik | 8. října 2015    | bude oznámeno |

### Třetí řada (2017)
Dne 17. srpna 2016 se začala natáčet třetí řada seriálu, která měla premiéru 2. října 2017.
| Č. v seriálu | Č. v řadě | Původní název | Český název   | Režie             | Scénář                           | Původní premiéra | Premiéra v ČR |
| ------------ | --------- | ------------- | ------------- | ----------------- | -------------------------------- | ---------------- | ------------- |
| 17           | 1         | Episode 1     | bude oznámeno | Artyom Litvinenko | Artyom Litvinenko a Andrey Babik | 2. října 2017    | bude oznámeno |
| 18           | 2         | Episode 2     | bude oznámeno | Artyom Litvinenko | Artyom Litvinenko a Andrey Babik | 2. října 2017    | bude oznámeno |
| 19           | 3         | Episode 3     | bude oznámeno | Artyom Litvinenko | Artyom Litvinenko a Andrey Babik | 3. října 2017    | bude oznámeno |
| 20           | 4         | Episode 4     | bude oznámeno | Artyom Litvinenko | Artyom Litvinenko a Andrey Babik | 3. října 2017    | bude oznámeno |
| 21           | 5         | Episode 5     | bude oznámeno | Artyom Litvinenko | Artyom Litvinenko a Andrey Babik | 4. října 2017    | bude oznámeno |
| 22           | 6         | Episode 6     | bude oznámeno | Artyom Litvinenko | Artyom Litvinenko a Andrey Babik | 4. října 2017    | bude oznámeno |
| 23           | 7         | Episode 7     | bude oznámeno | Artyom Litvinenko | Artyom Litvinenko a Andrey Babik | 5. října 2017    | bude oznámeno |
| 24           | 8         | Episode 8     | bude oznámeno | Artyom Litvinenko | Artyom Litvinenko a Andrey Babik | 5. října 2017    | bude oznámeno |

### Čtvrtá řada (2019)
Čtvrtá řada seriálu bude mít premiéru v roce 2019.